# Viloria
Viloria – gmina w Hiszpanii, w prowincji Valladolid, w Kastylii i León, o powierzchni 11,31 km². W 2011 roku gmina liczyła 368 mieszkańców.